# Holle Grimm
Holle Grimm (* 21. November 1918 in Lippoldsberg; † 19. Februar 2009 in Würzburg) war eine neonazistische Aktivistin.

## Leben
Holle Grimm war die Tochter des deutschen Publizisten Hans Grimm. Dieser wurde durch seine Schrift Volk ohne Raum bekannt, deren Titel das Motto der nationalsozialistischen Expansionspolitik wurde.
Holle Grimm studierte von 1938 bis 1943 an der Universität Göttingen Medizin und promovierte zum Dr. med. In den 1960er Jahren baute sie den Besitz von Hans Grimm in Lippoldsberg zum „Wallfahrtsort für jene, denen sein deutscher Geist noch immer im Blute west“ (Die Zeit) aus. Sie war Mitbegründerin und Vorstandsmitglied der rechtsextremen Gesellschaft für freie Publizistik, die etwa 500 Mitglieder stark ist. Als 1973 Gert Sudholt zum Vorsitzenden gewählt wurde, wurde sie zu seiner Stellvertreterin. 1983 übergab er das Amt an sie, um jedoch 1985 wieder zurückzukehren.
Politisch engagierte sie sich in der NPD, für die sie als Kandidatin im Wahlkreisverband 126 aktiv war.
Hans Grimm veranstaltete seit 1934 jährlich den Lippoldsberger Dichtertag für politisch rechts stehende Schreibende. Während des Zweiten Weltkriegs und der Nachkriegszeit (1939–1949) fanden diese Treffen nicht statt, nach Grimms Tod 1959 wurden sie von seiner Tochter und Erbin Holle bis 1981 durchgeführt. An den ersten Dichtertagen nach 1949 nahmen 2.000 bis 3.000 Menschen teil, nach Hans Grimms Tod sank die Teilnehmerzahl rapide und es kam zunehmend zu antifaschistischen Protesten. 1981 nahmen noch 200 Personen teil.
Holle Grimm gründete außerdem den rechtsextremen Klosterhaus-Verlag und hatte in ihrem Heimatort Lippoldsberg einen in der Szene bekannten Buchladen. Beide wurden vom Verfassungsschutz beobachtet. Im Verlag veröffentlichte sie vor allem die Schriften ihres Vaters. Die Buchhandlung und der angeschlossene Versandhandel umfassten die komplette Bandbreite von konservativen bis neurechten Autoren. Des Weiteren fanden sich Soldatenberichte sowie Schallplatten und Videokassetten mit Originalaufnahmen von Joseph Goebbels, Hermann Göring und Rudolf Heß in ihrem Repertoire. Zudem unterhielt sie in dem Klostergebäude seit 1961 das rechtsextreme Schulungsheim Europäisches Jugendheim Lippoldsberg, das lange Jahre ein Versammlungsort von rechts stehenden Jugendlichen war. Trotz allem gelang es Holle Grimm, in Lippoldsberg akzeptiert zu werden. Neben ihrer politischen Tätigkeit war sie Gründungsmitglied und Ehrenvorsitzende des Vereins Häusliche Krankenpflege Wahlsburg sowie Vorsitzende des Verkehrsvereins. Sie arbeitete sogar mit dem örtlichen Heimatverein zusammen, um eine Broschüre zu Ehren ihres Vaters herauszugeben.
2009 starb Holle Grimm, nachdem sie 2008 mit Demenz in ein Altersheim gekommen war. Die Beisetzung fand unter Ausschluss der Öffentlichkeit statt. Buchladen und Verlag sollten ursprünglich aufgelöst werden, jedoch führt Holle Grimms langjährige Sekretärin Margret Nickel beides in gleichem Geiste fort. Sie übernahm bereits 2008 die Geschäfte und vertreibt unter anderem „Rechtsratgeber“ für „nationale Aktivisten“ und Schriften von Holocaustleugnern.

## Rezeption
1994 wurde sie von der GfP für ihr Lebenswerk mit der Ulrich-von-Hutten-Medaille ausgezeichnet. Andrea Röpke zählt sie in dem Sachbuch Mädelssache! Frauen in der Neonazi-Szene zu den „maßgeblichen weiblichen ideologischen Wegbereitern nach 1945“.